# Xoài (cây)
Xoài (tên khoa học Mangifera indica) là một loài xoài trong họ Đào lộn hột. Nó được tìm thấy trong tự nhiên ở Ấn Độ và canh tác giống đã được đưa vào khu vực ấm áp khác trên thế giới. Đây là cây ăn quả lớn nhất thế giới, có khả năng đạt chiều cao một trăm mét và có chu vi trung bình 12–14 feet, đôi khi đạt hai mươi.
Loài này dường như đã được thuần hóa khoảng 24.000 năm trước đây ở Ấn Độ. Loài này đã được đưa đến khu vực Đông Á khoảng 400-500 trước Công nguyên từ Ấn Độ; tiếp theo, vào thế kỷ 15 đến Philippines, và sau đó, thế kỷ thứ 16 đến châu Phi và Brazil bởi người Bồ Đào Nha. Loài này đã được mô tả cho khoa học bởi Linnaeus năm 1753. Xoài là loại trái cây quốc gia của Ấn Độ, Pakistan và Philippines.

## Hình ảnh

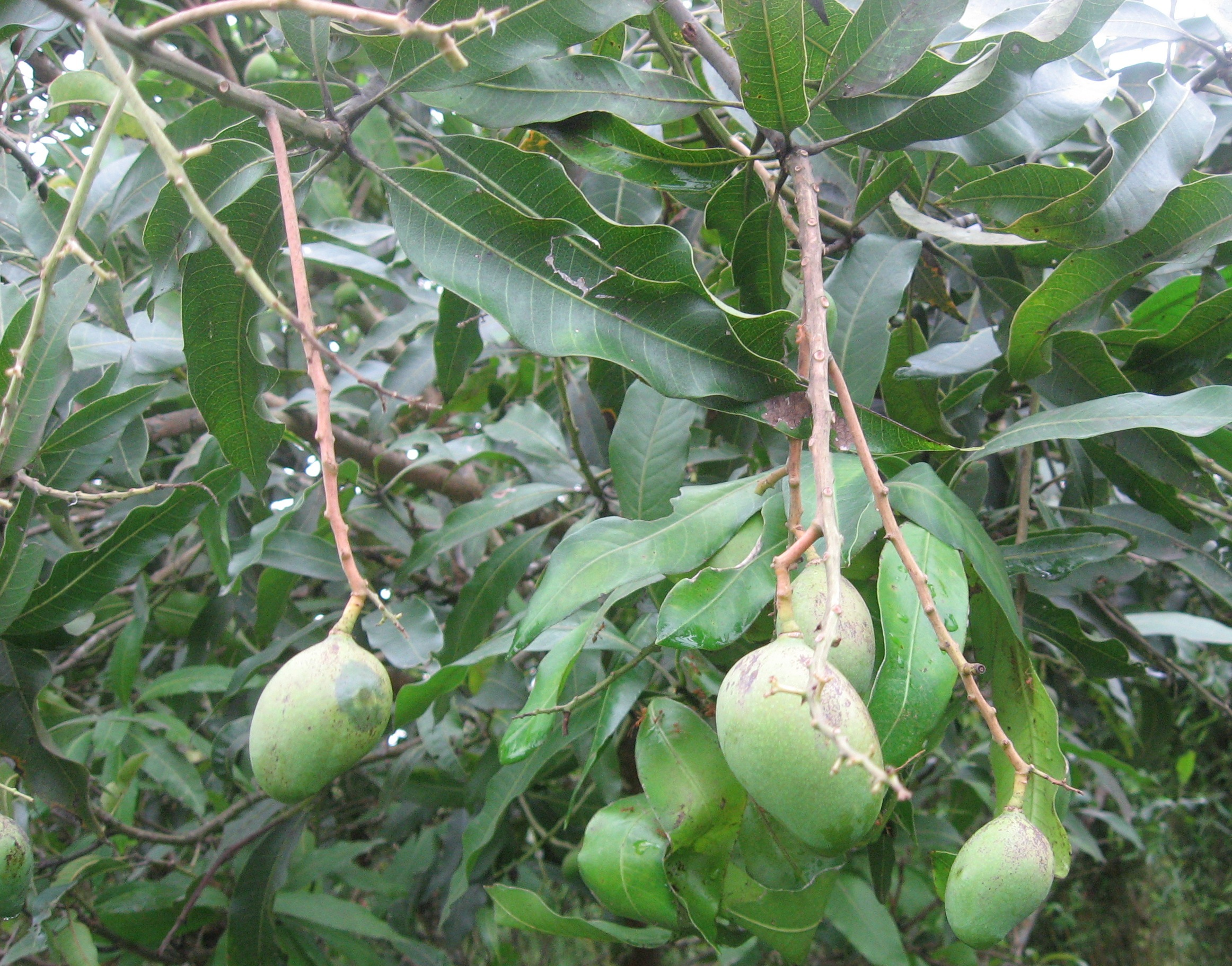
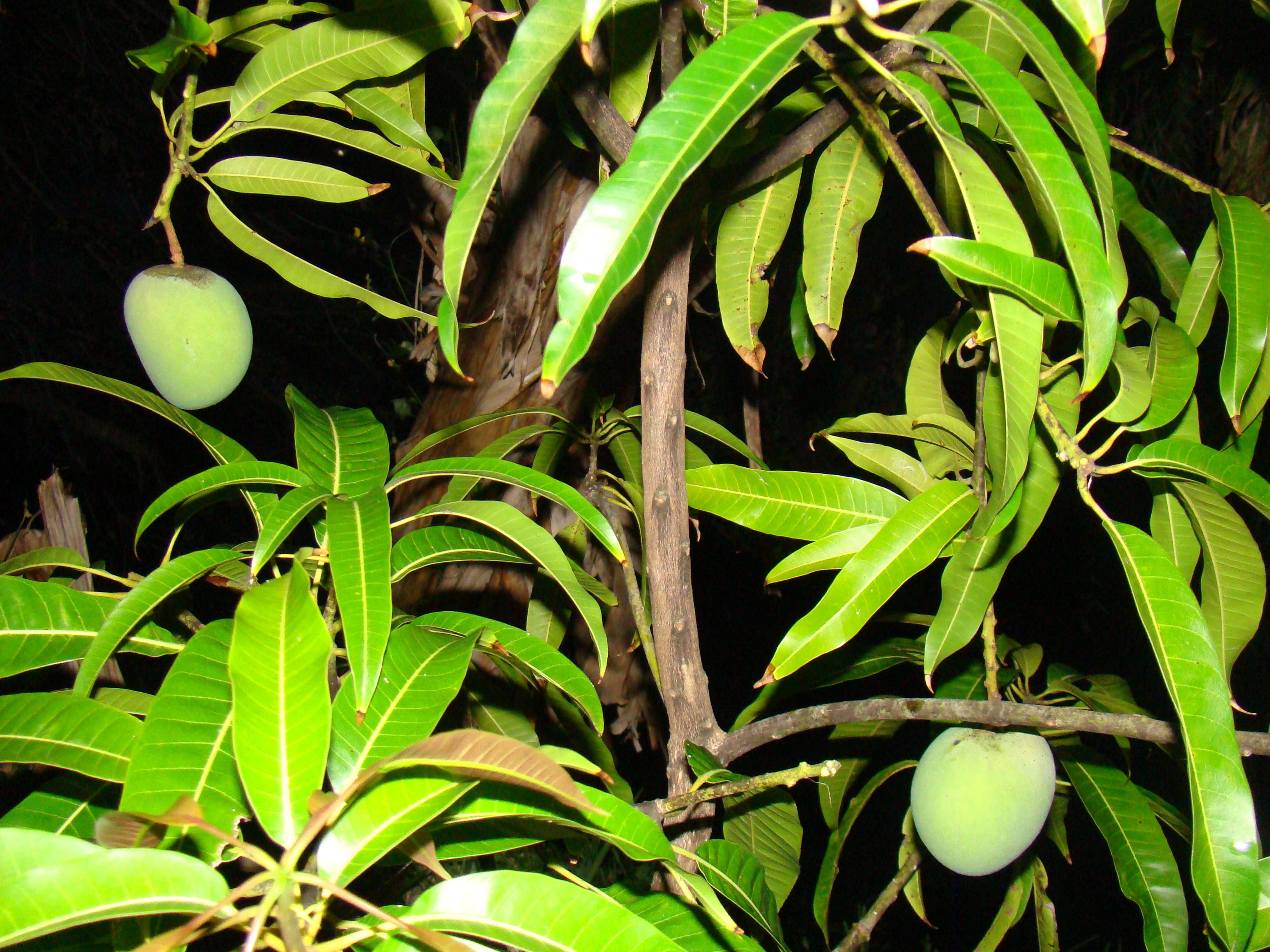
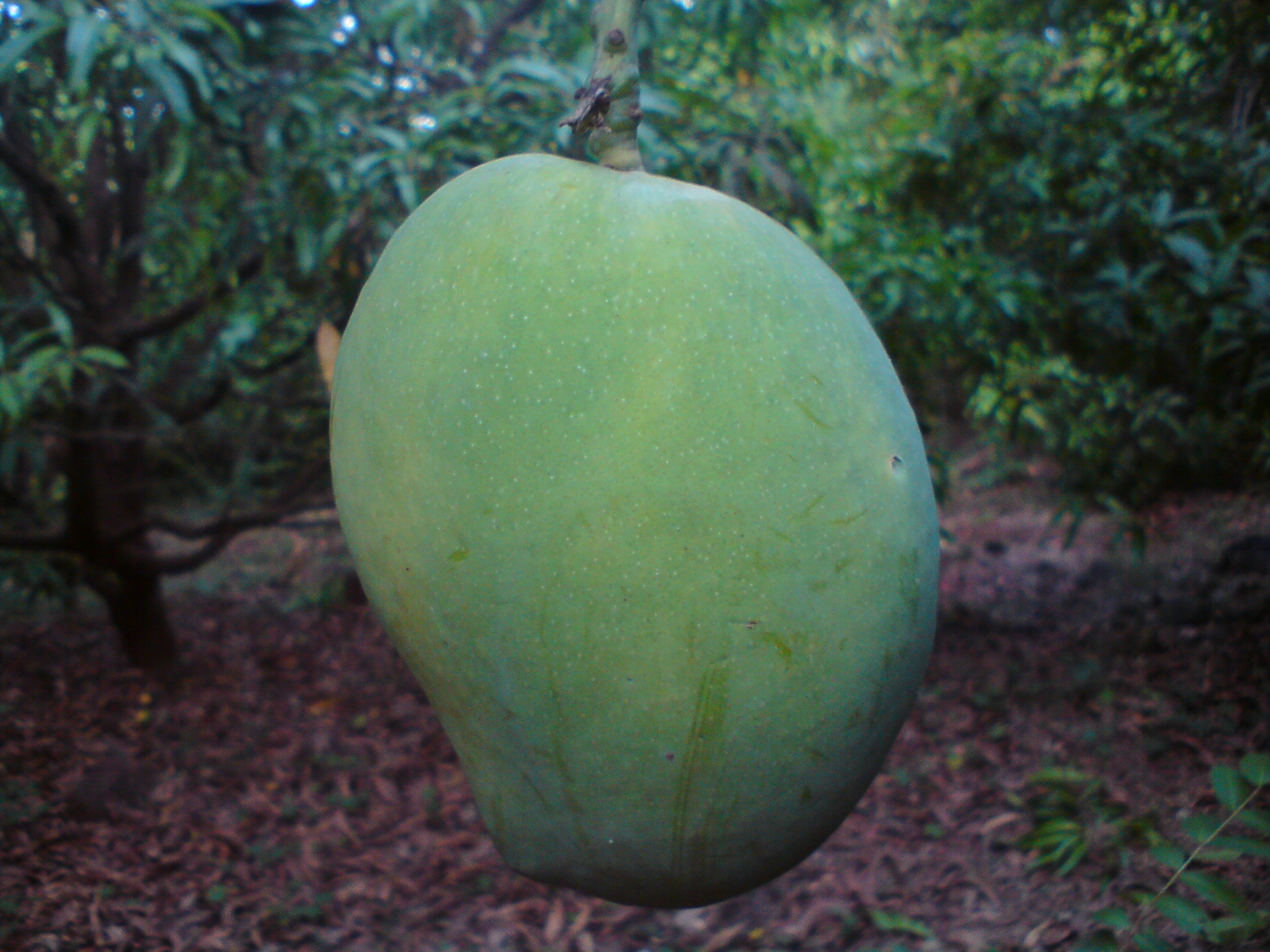
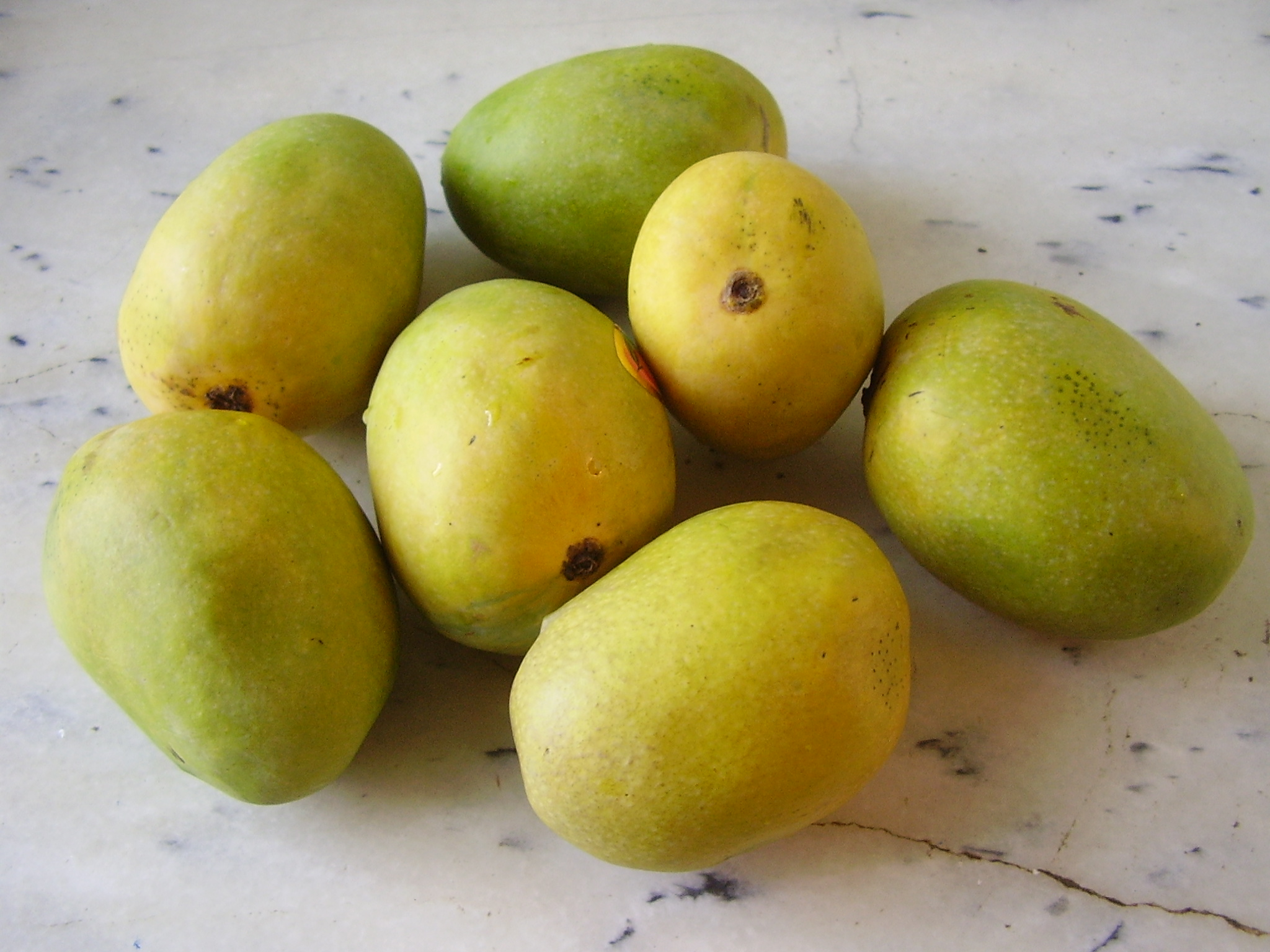